# Liste der Nummer-eins-Hits in den britischen Charts
Die Nummer-eins-Hits der Musikbranche im Vereinigten Königreich wurden über die Jahre von verschiedenen Unternehmen ermittelt. Aktuell werden die Hitlisten von der Official UK Charts Company erstellt und ihre Listen gelten als die „offiziellen britischen Charts“.
Bei älteren Daten greifen sie auf das Standardwerk „Guinness Book of British Hit Singles“ zurück.
Grundlage dieser Auflistung sind bis einschließlich 26. Februar 1960 die in der Zeitschrift New Musical Express veröffentlichten Charts. Danach wurden die Listen des Record Retailer (heute Music Week) verwendet, die seit 1969 auch die offiziellen Charts der BBC sind.
Einen besonders hohen Stellenwert haben die Weihnachts-Nummer-eins-Hits.
Die Liste ist nach Jahren aufgeteilt.

## Deutsche Künstler mit Nummer-eins-Hits
| Singles (20) | Alben (6) |
| --- | --- |
| - Boney M. – Rivers of Babylon, 1978 - Boney M. – Mary’s Boy Child, 1978 - Kraftwerk – Computer Love / The Model, 1982 - Goombay Dance Band – Seven Tears, 1982 - Nicole – A Little Peace, 1982 - Nena – 99 Red Balloons, 1984 - Snap! – The Power, 1990 - Enigma – Sadeness (Part I), 1990 - Snap! – Rhythm Is a Dancer, 1992 - Culture Beat – Mr. Vain, 1993 - Lou Bega – Mambo No. 5 (A Little Bit Of...), 1999 - ATB – 9 PM (Till I Come), 1999 - Fragma – Toca's Miracle, 2000 - DJ Sammy & Yanou feat. Do – Heaven, 2001 - Tomcraft – Loneliness, 2003 - Cascada – Evacuate the Dancefloor, 2009 - Mr. Probz – Waves (Robin Schulz Remix), 2014 - Lilly Wood & the Prick & Robin Schulz – Prayer in C, 2014 - Omi – Cheerleader (Felix Jaehn Remix), 2015 - Sam Smith feat. Kim Petras – Unholy, 2022 | - Boney M. – Nightflight to Venus, 1978 - Boney M. – Oceans of Fantasy, 1979 - Boney M. – The Magic of Boney M., 1980 - Enigma – MCMXC a.D., 1991 - Enigma – The Cross of Changes, 1994 - Scooter – Jumping All Over the World, 2008 |

Vom 6. November 1953 bis zum 6. Januar 1954 war das Lied "Answer Me", komponiert von Gerhard Winkler und in Deutschland bekannt als "Mütterlein" und "Glaube mir", in Versionen von David Whitfield und Frankie Laine, teils gemeinsam, auf dem ersten Platz. Das Lied kam im Jahr 1976 in einer Version von Barbara Dickson bis zum neunten Platz.

## Österreichische Künstler mit Nummer-eins-Hits
| Singles (3)                                                                                       | Alben (0) |
| ------------------------------------------------------------------------------------------------- | --------- |
| - Anton Karas – Harry-Lime-Thema, 1950 - Falco – Rock Me Amadeus, 1986 - DJ Ötzi – Hey Baby, 2001 |           |